# Campeonato Europeo de Ciclocrós de 2018
El XVI Campeonato Europeo de Ciclocrós se celebró en ’s-Hertogenbosch (Países Bajos) el 4 de noviembre de 2018 bajo la organización de la Unión Europea de Ciclismo (UEC) y la Federación Neerlandesa de Ciclismo.

## Medallistas
| Evento    | Oro                                 | Plata                       | Bronce                        |
| --------- | ----------------------------------- | --------------------------- | ----------------------------- |
| Masculino | Mathieu van der Poel · Países Bajos | Wout van Aert · Bélgica     | Laurens Sweeck · Bélgica      |
| Femenino  | Annemarie Worst · Países Bajos      | Marianne Vos · Países Bajos | Denise Betsema · Países Bajos |

### Masculino
| Puesto            | Ciclista               | País         | Tiempo  |
| ----------------- | ---------------------- | ------------ | ------- |
| Medalla de oro    | Mathieu van der Poel   | Países Bajos | 1:02:35 |
| Medalla de plata  | Wout van Aert          | Bélgica      | 1:02:49 |
| Medalla de bronce | Laurens Sweeck         | Bélgica      | 1:02:53 |
| 4                 | Michael Vanthourenhout | Bélgica      | 1:03:05 |
| 5                 | Toon Aerts             | Bélgica      | 1:03:08 |
| 6                 | Lars van der Haar      | Países Bajos | 1:03:12 |
| 7                 | Joris Nieuwenhuis      | Países Bajos | 1:03:43 |
| 8                 | Quinten Hermans        | Bélgica      | 1:03:48 |

### Femenino
| Puesto            | Ciclista            | País         | Tiempo |
| ----------------- | ------------------- | ------------ | ------ |
| Medalla de oro    | Annemarie Worst     | Países Bajos | 40:24  |
| Medalla de plata  | Marianne Vos        | Países Bajos | 40:26  |
| Medalla de bronce | Denise Betsema      | Países Bajos | 40:26  |
| 4                 | Sanne Cant          | Bélgica      | 40:34  |
| 5                 | Ellen Van Loy       | Bélgica      | 40:55  |
| 6                 | Loes Sels           | Bélgica      | 41:01  |
| 7                 | Alice Maria Arzuffi | Italia       | 41:32  |
| 8                 | Nikki Brammeier     | Reino Unido  | 41:40  |